# Artúr
Az Artúr valószínűleg angolszász eredetű férfinév, jelentése esetleg: medve. Egy római nemzetségnévből való származtatása szintén bizonytalan.

## Gyakorisága
Az 1990-es években szórványosan fordult elő, a 2000-es években nem szerepel a 100 leggyakoribb férfinév között.

## Névnapok
- január 7.[2]
- január 22.[2]
- szeptember 1.[2]
- október 20.[2]
- november 15.[2]
- december 11.[2]

## Híres Artúrok és Arthúrok

### Magyarok
- Straussenburgi Arz Artur, császári és királyi vezérezredes, a Monarchia utolsó vezérkari főnöke
- Ferraris Artúr festőművész
- Görgei Artúr, honvédtábornok, hadügyminiszter
- Halmi Artúr Lajos, magyar festőművész, arcképfestő
- Kálid Artúr, magyar színész
- Keleti Artúr, költő
- Moór Artúr, magyar matematikus, egyetemi tanár
- Petrogalli Artúr főgimnáziumi tanár, entomológus
- Somlay Artúr, színész

### Külföldiek
- Arthur Bloch, a Murphy törvénykönyve írója
- Arthur C. Clarke, angol sci-fi-író
- Arthur Conan Doyle, angol író
- Arthur Stanley Eddington, asztrofizikus
- Arthur Koestler író, publicista
- Arthur Miller, amerikai drámaíró
- Arthur J. Nascarella, amerikai színész
- Arthur Rimbaud, költő
- Arthur Schopenhauer német filozófus
- Arthur Seyß-Inquart, osztrák politikus. A Nürnbergi per egyik fővádlottja
- Arturo Toscanini, olasz karmester
- Arthur Wellesley, brit tábornok és kormányfő

### Kitalált személyek
- Arthur király, brit mitológiai alak
- Arthur Weasley, Harry Potter J.K.Rowling kitalált személye, mint a Weasley családfő
- Gombóc Artúr, Csukás István Pom Pom meséi című művének egyik szereplője, rajzolta: Sajdik Ferenc
- Artúr, a földönkívüli; Dévényi Tibor Hová lett Artúr? című könyvének szereplője.
- Arthur Dent, Douglas Adams könyvsorozatának, a Galaxis útikalauz stopposoknak főszereplője
- Arthur Bach, az Arthur és az Arthur 2 című filmek címszereplője.
- Arthur Kirkland, a Hetalia: Tengelyhatalmak képregényben Anglia emberi neve.
- Arthur Morgan, a Red Dead Redemption 2 videójáték főszereplője.
- Aquaman (DC Comics) (Arthur Curry)